# 盘古乡 (泌阳县)
盘古乡，是中华人民共和国河南省驻马店市泌阳县下辖的一个乡镇级行政单位。

## 行政区划
盘古乡下辖以下地区：
席岗村、周庄村、柏树庄村、许庄村、东王庄村、二郎村、卧牛山村、盘古村、磨山村、大磨村、桃园村、董冲村、杨西庄村、席庄村、柴庄村、栗园村、吉洼村、柿树底村、安子沟村和老店村。